# Kałacz
Kałacz (ros. Калач) – miasto w Rosji położone w obwodzie woroneskim. Kałacz prawa miejskie otrzymał w roku 1945.
Znajduje się u zbiegu rzek Tołuczejewka i Podgornaja (dopływy Donu), w odległości 294 km od miasta Woroneż.